# طاهر بن حسن
طاهر بن حسن (مواليد 14 يوليو 1941) هو ملاكم تونسي، مثّل بلاده في الألعاب الأولمبية الصيفية في دورتي 1960 و1964.

## روابط خارجية
طاهر بن حسن على موقع بوكس ريك (الإنجليزية) (registration required)
- طاهر بن حسن على موقع اللجنة الأولمبية الدولية (الإنجليزية)
- طاهر بن حسن على موقع أوليمبيديا (الإنجليزية)